# Kalnupis (přítok Minije)
Kalnupis je říčka na západě Litvy v okrese Kretinga (Klaipėdský kraj), v Žemaitsku. Pramení na východ od vsi Baubliai, kterou protéká a do řeky Minije se vlévá na západ od této vsi, 73,4 km od jejího ústí do Atmaty. Je to její levý přítok.

## Přítoky
Nemá významnější přítoky.